# Georges Krier
Pour les articles homonymes, voir Krier.
Jacques Krier dit Georges  Krier, né le 17 juin 1872 à Ivry-sur-Seine et mort le 20 avril 1946 à Paris 2e, est un compositeur et éditeur de musique français. 
Il a été président de la  Société des auteurs et compositeurs de musique (SACEM).

## Biographie

### Compositeur

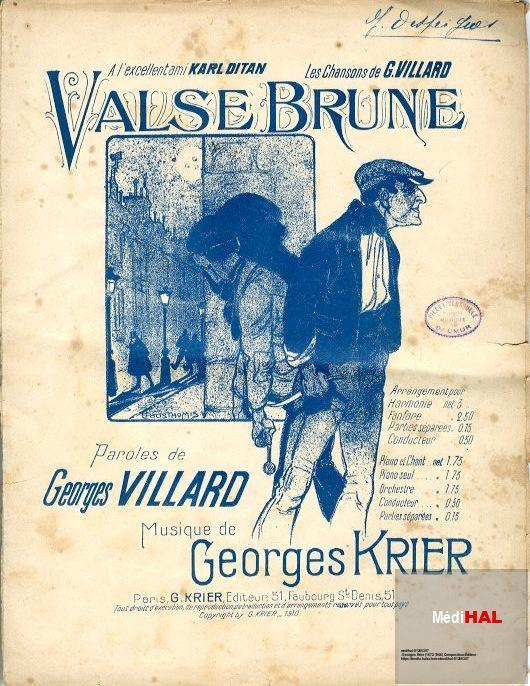
La Valse brune.

Compositeur admis à la SACEM en 1898, il compose les musiques de comédies-bouffe, de vaudevilles et principalement de chansons. Il collabore avec des auteurs (paroliers ou librettistes) tels que Ernest Gustin, Victor Darsac, Henry Gambart, Louis Martin, Xavier Privas, Émile Herbel, Armand Foucher, Georges Villard, Bertal-Maubon,  Vincent Telly, Dufleuve, Ernest Dumont, Christien (pseudonyme de Henri Christiné), Félix Mortreuil, Émile Rhein, Albert Schmit, René Champigny…   Krier est parfois parolier ou coparolier, ou cocompositeur (par exemple avec Pierre Azzero ou Charles Helmer).
Il a notamment composé la musique de La Valse brune.
Les chansons qu'il compose sont chantées sur scène ou enregistrées par Mercadier, Dalbret, Karl Ditan, Henri Weber, Montéhus, Amelet, Bérard, Montel, Esther Lekain, puis reprises par Juliette Gréco, les Frères Jacques, Georgette Plana, Rosalie Dubois, Michel Magne…
Il est le compositeur-éditeur de nombreuses chansons (plus de cinquante) de Montéhus (dont On a besoin de rire, La Butte rouge) de Georges Villard (dont La Valse brune en 1909) et de Adolphe Bérard (dont Le rêve passe en 1906).

### Éditeur
Admis comme éditeur à la SACEM en 1909, il édite entre autres les répertoires de Montéhus (musiques composées par Pierre Doubis, ou Raoul Chantegrelet, ou lui-même) et de Georges Villard.
Son fonds a été acquis par les éditions Beuscher en 1955.

## Sources et bibliographie
- Alan Kelly (dir.), His master's voice/La Voix de son maître : The French Catalogue. A Complete Numerical Catalogue of French Gramophone Recordinds made from 1898 to 1929 in France and elsewhere by The Gramophone Company Ltd, with the cooperation of the EMI Music Archive, Greenwood Press, New York-London, 1990, 679 p.  (ISBN 0-313-27333-2)
- Anik Devriès et François Lesure, Dictionnaire des éditeurs de musique français. Vol. II  1820 à 1914 (publié avec le concours de la SACEM, éd. Minkoff (Genève), 1988  (ISBN 2-8266-0461-9)
- Martin Pénet (réunies par) et Claire Gausse (coll.), Mémoire de la chanson : 1100 chansons du Moyen Age à 1919, Omnibus, 1998  (ISBN 2-258-05062-6) (2e éd. 2001)
- Martin Pénet (réunies par), Mémoire de la chanson : 1200 chansons de 1920 à 1945, Omnibus, 2004  (ISBN 2-258-05109-6)